# Pabasara Niku
Pabasara Niku (* 14. Juli 1999) ist ein sri-lankischer Sprinter, der sich auf den 400-Meter-Lauf spezialisiert hat. 2023 wurde er Asienmeister in der 4-mal-400-Meter-Staffel.

## Sportliche Laufbahn
Erste internationale Erfahrungen sammelte Pabasara Niku im Jahr 2018, als er bei den Juniorenasienmeisterschaften in Gifu mit der sri-lankischen 4-mal-400-Meter-Staffel in 3:08,70 min die Goldmedaille gewann. Anschließend belegte er bei den U20-Weltmeisterschaften in Tampere in 3:09,38 min den achten Platz. 2023 siegte er bei den Asienmeisterschaften in Bangkok in 3:01,56 min gemeinsam mit Aruna Dharshana, Rajitha Neranjan Rajakaruna und Kalinga Kumarage und stellte damit einen neuen Meisterschafts- und Landesrekord auf. Im August schied er bei den Weltmeisterschaften in Budapest mit 3:03,25 min im Vorlauf mit der Staffel aus und im Oktober gewann er bei den Asienspielen in Hangzhou in 3:02,55 min gemeinsam mit Aruna Dharshana, Rajitha Niranjan und Kalinga Kumarage die Bronzemedaille hinter den Teams aus Indien und Katar.
2023 wurde Niku sri-lankischer Meister in der 4-mal-400-Meter-Staffel.

## Persönliche Bestleistungen
- 200 Meter: 21,29 s (+0,5 m/s), 30. März 2023 in Diyagama
- 400 Meter: 46,13 s, 31. März 2023 in Diyagama